# Борзик Віра Михайлівна
Віра Михайлівна Борзик (Самойлова) (1920—1990) — радянська працівниця сільського господарства, доярка, Герой Соціалістичної Праці (1971).

## Біографія
Віра Борзик народилася 30 вересня 1920 року в станиці Миколаївська Донецької губернії УРСР (нині — Костянтинівський район Ростовської області Росії).
Працювала на тресті овочівництва в Шахтинському районі. Пережила німецьку окупацію. З 1943 року працювала дояркою на молочно-товарній фермі племзаводу «Гірник».
За короткий час Борзик домоглася високих результатів. Неодноразово брала участь у ВДНГ СРСР. У 1960-их роках надої від кожної із закріплених за нею корів збільшилися на 500 кілограмів на рік, а 1970 року склали 4700 кг.
Указом Президії Верховної Ради СРСР від 8 квітня 1971 року за видатні успіхи, досягнуті в розвитку сільськогосподарського виробництва і виконання п'ятирічного плану продажу державі продуктів землеробства і тваринництва" Віра Борзик удостоєна високого звання Героя Соціалістичної Праці з врученням ордена Леніна і медалі «Серп і Молот».
Проживала у селищі Красногорняцький Октябрського району.
Померла 7 лютого 1990 року.

## Нагороди
- Була нагороджена орденом Трудового Червоного Прапора та низкою медалей.
- За участь у ВДНГ СРСР нагороджена золотою, срібною та бронзовою медалями.
- Була занесена на заводську, районну та обласну Книги пошани.

## Пам'ять
На честь Віри Борзик названа вулиця в Красногорняцькому.